# 棘箱鲀
棘箱鲀（学名：Kentrocapros aculeatus）为輻鰭魚綱魨形目鱗臀亞目六稜箱鲀科棘箱鲀属的鱼类。分布于朝鲜、日本以及中国东海等海域，棲息在沙底質海域，生活習性不明。该物种的模式产地在長崎。